# Последвай яхтата
„Последвай яхтата“ (на английски: Follow the Fleet) е американска музикална комедия от RKO Radio Pictures през 1936 година, с участието на Фред Астер и Джинджър Роджърс в петия им филм в ролите на танцуващи партньори. Във филма също участват Рандолф Скот, Хариет Хилард и Астрид Алвайн, с музика и текст от Ървинг Бърлин. Люсил Бол и Бети Грейбъл участват в поддържащите си роли. Филмът е режисиран от Марк Сандрич, сценаристи са Алън Скот и Дуайт Тейлър. Филмът е адаптация на пиесата Shore Leave от Хюбърт Осбърн.
Последвай яхтата е с успешен боксофис  и през 1936 година, записаните песни от Астер - Let Yourself Go, Putting all My Eggs in One Basket и Let's Face the Music and Dance достигат най-високите си позиции от трето, второ, трето място съответно в американската музикална класация Hit Parade. Хариет Хилард и Тони Мартин правят своите филмови дебюти в този филм. RKO взима назаем Рандолф Скот от Paramount Pictures и Астрид Алвайн от Fox за продукцията.

## В ролите
| Изпълнител       | Роля           |
| ---------------- | -------------- |
| Фред Астер       | Бейк Бейкър    |
| Джинджър Роджърс | Шери Мартин    |
| Рандолф Скот     | Билдж Смит     |
| Хариет Хилард    | Кони Мартин    |
| Бети Грейбъл     | трио певец     |
| Хари Бересфорд   | Капитан Хики   |
| Ръсел Хикс       | Нолан          |
| Брукс Бенедикт   | Дейвид Съливан |
| Рей Майер        | Дупи Уилямс    |
| Люсил Бол        | Кити Колинс    |
| Тони Мартин      | моряк          |

## Бокс офис
Филмът спечели $1,532,000 в САЩ и Канада и $1,175,000 на друго място, което носи печалба от 945 000 долара. Това e по-малко в сравнение с „Цилиндър“ (Top Hat), но все е сред най-популярните филми на RKO от десетилетието.
Това е 14-ият най-популярен филм на британския бокс офис през периода 1935-36 г.